# Tłuste (gmina)
Gmina Tłuste – dawna gmina wiejska funkcjonująca w latach 1941–1944 pod okupacją niemiecką w Polsce. Siedzibą gminy było pozbawione praw miejskich Tłuste.
Gmina Tłuste została utworzona przez władze hitlerowskie z terenów okupowanych przez ZSRR w latach 1939–1941: zniesionych gmin Tłuste Wieś (w całości - Anielówka, Hołowczyńce, Karolówka, Lisowce, Rożanówka, Słone i Szypowce) i Uhryńkowce (tylko wieś Worwolińce) oraz pozbawionego praw miejskich Tłustego (gminy miejskiej), należących przed wojną do powiatu zaleszczyckiego, a także z części zniesionej gminy Świdowa (Antonów i Świdowa), należącej przed wojną do powiatu czortkowskiego (wszystkie w woj. tarnopolskim). Gmina weszła w skład powiatu czortkowskiego (Kreishauptmannschaft Czortków), należącego do dystryktu Galicja w Generalnym Gubernatorstwie. W skład gminy wchodziły miejscowości: Anielówka, Antonów, Hołowczyńce, Karolówka, Lisowce, Rożanówka, Słone, Szypowce, Świdowa, Tłuste i Worwolińce.
Po wojnie obszar gminy wszedł w struktury administracyjne ZSRR.
Nie mylić z gminą Touste i gminą Tłuste Wieś.